# Балка Крута (притока Грушівки)
Балка Крута — балка (річка) в Україні у Солонянському районі Дніпропетровської області. Права притока річки Грушівки (басейн Дніпра).

## Опис
Довжина балки приблизно 3,82 км, найкоротша відстань між витоком і гирлом — 3,44 км, коефіцієнт звивистості річки — 1,11. Формується декількома струмками та загатами. На деяких ділянках балка пересихає.

## Розташування
Бере початок у селі Орлове. Тече переважно на північний захід і у селі Костянтинівка впадає у річку Грушівку, праву притоку річки Мокрої Сури.

## Цікаві факти
- У XX столітті на балці існували колгоспний двір, водосховище та декілька газгольдерів[2], а у XIX столітті — 1 вітряний млин[1].